# Élections législatives de 1877 en Lozère
Les élections législatives de 1877 ont eu lieu les 14 octobre et 28 octobre 1877.

## Députés élus
|   | Circonscription | Député sortant      |  | Groupe parlementaire | Député élu          |  | Groupe parlementaire   |
| - | --------------- | ------------------- |  | -------------------- | ------------------- |  | ---------------------- |
| 1 | Florac          | Théophile Roussel   |  | Gauche républicaine  | Théophile Roussel   |  | Gauche républicaine    |
| 2 | Mende           | Xavier Bourrillon   |  | Gauche républicaine  | Amédée Monteils     |  | Centre constitutionnel |
| 3 | Marvejols       | Charles de Chambrun |  | Droite               | Charles de Chambrun |  | Droite                 |

## Résultats à l'échelle du département
| Parti          | Parti                | Premier tour | Premier tour | Sièges |
| Parti          | Parti                | Voix         | %            | Sièges |
| -------------- | -------------------- | ------------ | ------------ | ------ |
|                | Républicains modérés | 12 702       | 40,91        | 1      |
|                | Constitutionnels     | 11 161       | 35,95        | 1      |
|                | Légitimistes         | 7 170        | 23,09        | 1      |
|                | Divers               | 16           | 0,05         | 0      |
|                |                      |              |              |        |
| Inscrits       | Inscrits             | 37 906       | 100,00       | 3      |
| Votants        | Votants              | 31 145       | 82,16        |        |
| Abstentions    | Abstentions          | 6 761        | 17,84        |        |
| Blancs et nuls | Blancs et nuls       | 96           | 0,25         |        |
| Exprimés       | Exprimés             | 31 049       | 81,91        |        |

## Résultats par circonscription

### Circonscription de Florac
| Candidat       | Candidat          | Parti              | Premier tour | Premier tour |
| Candidat       | Candidat          | Parti              | Voix         | %            |
| -------------- | ----------------- | ------------------ | ------------ | ------------ |
|                | Théophile Roussel | Républicain modéré | 5 774        | 61,31        |
|                | Joly              | Constitutionnel    | 3 637        | 38,62        |
|                | Divers            | Divers             | 6            | 0,06         |
|                |                   |                    |              |              |
| Inscrits       | Inscrits          | Inscrits           | 11 182       | 100,00       |
| Votants        | Votants           | Votants            | 9 427        | 84,31        |
| Abstention     | Abstention        | Abstention         | 1 755        | 15,69        |
| Blancs et nuls | Blancs et nuls    | Blancs et nuls     | 10           | 0,09         |
| Exprimés       | Exprimés          | Exprimés           | 9 417        | 84,22        |

### Circonscription de Mende
| Candidat       | Candidat          | Parti              | Premier tour | Premier tour |
| Candidat       | Candidat          | Parti              | Voix         | %            |
| -------------- | ----------------- | ------------------ | ------------ | ------------ |
|                | Amédée Monteils   | Constitutionnel    | 7 524        | 70,04        |
|                | Xavier Bourrillon | Républicain modéré | 3 218        | 29,96        |
|                |                   |                    |              |              |
| Inscrits       | Inscrits          | Inscrits           | 13 204       | 100,00       |
| Votants        | Votants           | Votants            | 10 785       | 81,68        |
| Abstention     | Abstention        | Abstention         | 2 419        | 18,32        |
| Blancs et nuls | Blancs et nuls    | Blancs et nuls     | 43           | 0,33         |
| Exprimés       | Exprimés          | Exprimés           | 10 742       | 81,35        |

### Circonscription de Marvejols
| Candidat       | Candidat            | Parti              | Premier tour | Premier tour |
| Candidat       | Candidat            | Parti              | Voix         | %            |
| -------------- | ------------------- | ------------------ | ------------ | ------------ |
|                | Charles de Chambrun | Légitimiste        | 7 170        | 65,84        |
|                | Horace André        | Républicain modéré | 3 710        | 34,07        |
|                | Divers              | Divers             | 10           | 0,09         |
|                |                     |                    |              |              |
| Inscrits       | Inscrits            | Inscrits           | 13 520       | 100,00       |
| Votants        | Votants             | Votants            | 10 933       | 80,87        |
| Abstention     | Abstention          | Abstention         | 2 587        | 19,13        |
| Blancs et nuls | Blancs et nuls      | Blancs et nuls     | 43           | 0,32         |
| Exprimés       | Exprimés            | Exprimés           | 10 890       | 80,55        |

## Sources
1. 1 2 3 4 5 6  « L'Union : La Quotidienne, La France, L'Écho francais », sur Gallica, 16 octobre 1877 (consulté le 27 avril 2025)
2. ↑  « Journal officiel de la République française », sur Gallica, 9 novembre 1877 (consulté le 27 avril 2025)
3. ↑  « Amédée Monteils - Base de données des députés français depuis 1789 - Assemblée nationale », sur www2.assemblee-nationale.fr (consulté le 28 avril 2025)
4. ↑  « Journal officiel de la République française », sur Gallica, 7 décembre 1877 (consulté le 27 avril 2025)